# 朗德斯普林 (密蘇里州)
朗德斯普林（英語：Round Spring）是位於美國密蘇里州香農縣的非建制地區。

## 歷史
朗德斯普林的郵局於1871年設立，1894年關閉後又於1927年重啟，最終於1962年停運。

## 地理
朗德斯普林所處的海拔為高於海平面216米（即709英呎），而該地所採用的時區為UTC-6，即北美中部時區（CST）。同時該地設有夏令時間，為UTC-6調快一小時，即UTC-5（CDT）。